# The Best of The Doors (1973)
The Best of The Doors è la terza compilation dei Doors pubblicata nel 1973 in quadrifonia, omonima di successivi album del 1985 e del 2000.

## Tracce
Lato 1
1. Who Do You Love
2. Soul Kitchen
3. Hello, I Love You
4. People Are Strange
5. Riders On The Storm

Lato 2
1. Touch Me
2. Love Her Madly
3. Love Me Two Times
4. Take It as It Comes
5. Moonlight Drive
6. Light My Fire

## Formazione
- Jim Morrison – voce
- Ray Manzarek – organo, pianoforte, tastiera, basso
- John Densmore – batteria
- Robby Krieger – chitarra

## Chart positions
- Billboard Music Charts (North America)

### Album
| Anno | Chart      | Posizione |
| ---- | ---------- | --------- |
| 1973 | Pop Albums | 158       |